# Jean-Luc du Preez
Pour les articles homonymes, voir Du Preez.
Pas d'image ? Cliquez ici

a Compétitions nationales et continentales officielles uniquement.

b Matchs officiels uniquement.
Dernière mise à jour le 1 juillet 2025.
Jean-Luc du Preez, né le 5 août 1995 à Durban (Afrique du Sud), est un joueur international sud-africain de rugby à XV évoluant au poste de deuxième ligne ou troisième ligne.

## Biographie

### Jeunesse et formation
Jean-Luc du Preez nait à Durban en 1995 ; il est le fils de Robert du Preez (en), ancien international sud-africain et ancien entraîneur des Sharks. Il est également le frère jumeau de Daniel du Preez, qui comme lui, évolue en troisième ligne avec Sale et les Springboks. Il est le frère cadet du demi d'ouverture Robert du Preez, qui joue lui aussi à Sale.

### Carrière professionnelle
Il débute au rugby dans sa ville natale de Durban et rejoint la province des Natal Sharks en 2008. Il signe son premier contrat professionnel avec l'équipe en 2015 et fait également ses débuts avec la franchise des Sharks en Super Rugby dans la foulée. À la suite de ses bonnes performances, il est convoqué en 2016 par Allister Coetzee pour participer à la tournée de novembre avec les Springboks. Il connait sa première sélection le 26 novembre 2016 contre le pays de Galles. Il marque son premier essai face à l'Argentine en 2017.
En novembre 2018, il est prêté pour trois mois au club anglais des Sale Sharks en Premiership.
En juillet 2019, il signe un contrat permanent avec Sale, évoluant ainsi avec ses deux frères.
Il est titulaire lors de la finale du Championnat d'Angleterre en 2023 perdue 35-25 face aux Saracens,.
En novembre 2024, il signe un pré-contrat avec l'Union Bordeaux Bègles en vue de la saison 2025-2026.